# Héctor Vinent
Héctor Vinent Carón (* 25. Juli 1972 in Alto Songo) ist ein ehemaliger kubanischer Boxer.

## Laufbahn
Rechtsausleger Vinent dominierte das Halbweltergewicht der Amateure in den 1990er Jahren. Sein erster internationaler Erfolg war 1989 der dritte Platz im Leichtgewicht bei der Juniorenweltmeisterschaft in Bayamón. Im folgenden Jahr wurde er dann in Lima Juniorenweltmeister im Halbweltergewicht.
Im Alter von 20 Jahren gewann Vinent 1992 die Goldmedaille bei den Olympischen Spielen in Barcelona, dort schlug unter anderem mit dem Deutschen Andreas Zülow einen Olympiasieger von 1988. Im Jahr 1993 konnte er sich auch bei den Amateurweltmeisterschaften in Tampere durchsetzen, dort schlug er auf dem Weg zum Titel unter anderem Oktay Urkal (12:7 nach Punkten) und setzte sich im Finale gegen den Finnen Jyri Kjäll durch (7:1 nach Punkten). Beim Weltcup in Bangkok 1994 schied er dann jedoch bereits im Viertelfinale nach einer knappen Punktniederlage (15:16) gegen Urkal aus. Bei den im selben Jahr ausgetragenen Goodwill Games in Sankt Petersburg gelang ihm dann ein weiterer Turniererfolg.
1995 verteidigte er seinen Titel bei den Weltmeisterschaften in Berlin und auch 1996 gewann er bei den Olympischen Spielen in Atlanta mit dem Finalsieg über Oktay Urkal wieder olympisches Gold.
Außerdem wurde Vinent zwischen 1992 und 1998 sechs Mal kubanischer Meister, 1996 gewann er den Chemiepokal in Halle. Weitere bekannte Boxer, die er während seiner Laufbahn meist mehrmals schlagen konnte, waren unter anderem Nurhan Süleymanoğlu, Oleg Saitow, Hocine Soltani, Shane Mosley und Fernando Vargas. 
Nach den Olympischen Spielen wurde Vinent bei keinen internationalen Meisterschaften im westlichen Ausland mehr eingesetzt. Nachdem sich sein Freund Joel Casamayor 1996 in die USA abgesetzt hatte, fürchtete sich die kubanische Regierung vor einer weiteren Prominenten Flüchtling. Außerdem durfte er nicht mehr mit der Nationalmannschaft trainieren. Eine Augenverletzung beendete 1998 Vinents Karriere endgültig. Heute trainiert er Jugendliche im Rafael Trejo Gym in Havanna.